# Aloe chabaudii
Aloe chabaudii är en grästrädsväxtart som beskrevs av Selmar Schönland. Aloe chabaudii ingår i släktet Aloe och familjen grästrädsväxter.

## Underarter
Arten delas in i följande underarter:
- A. c. chabaudii
- A. c. mlanjeana

## Bilder

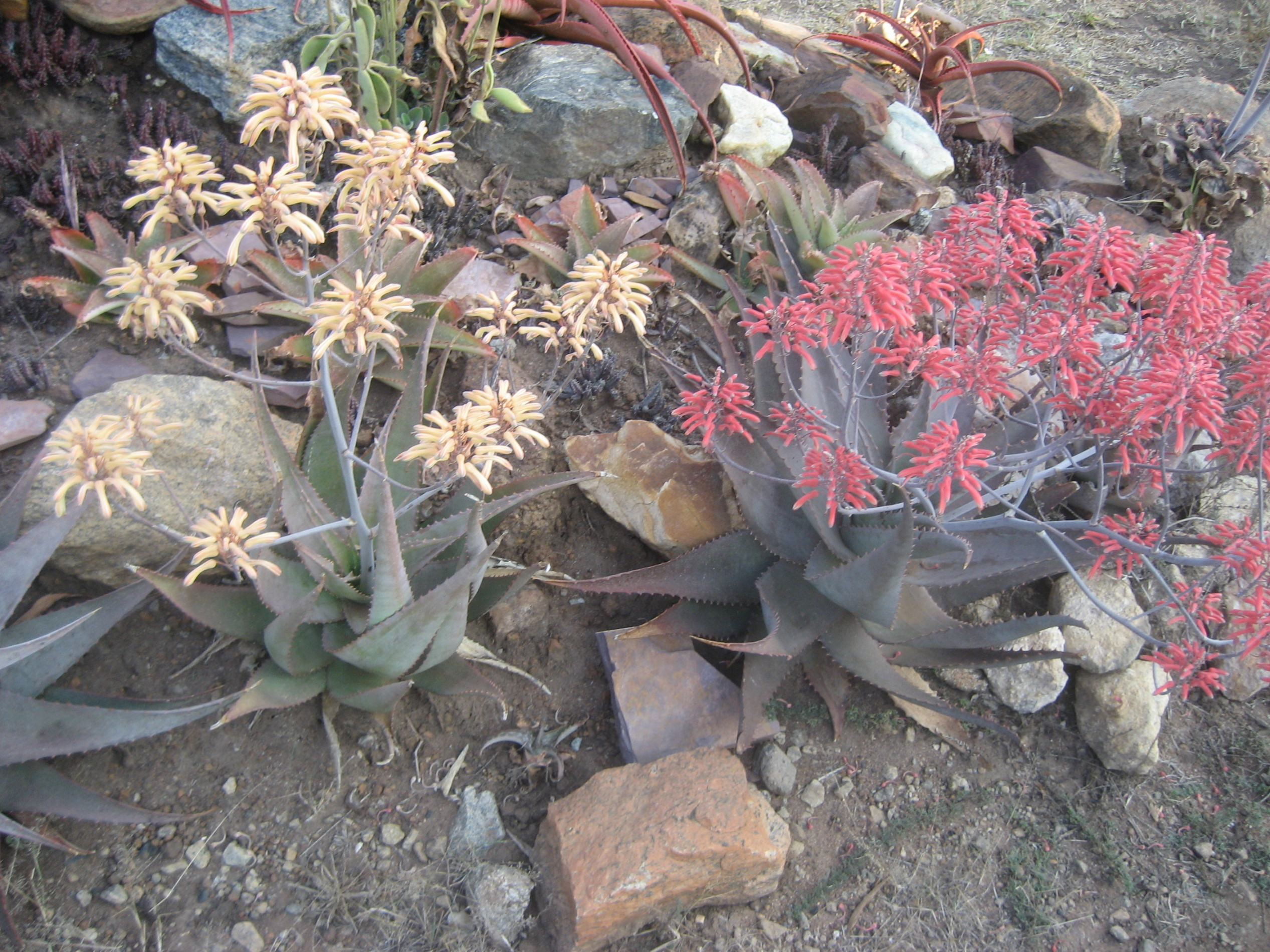
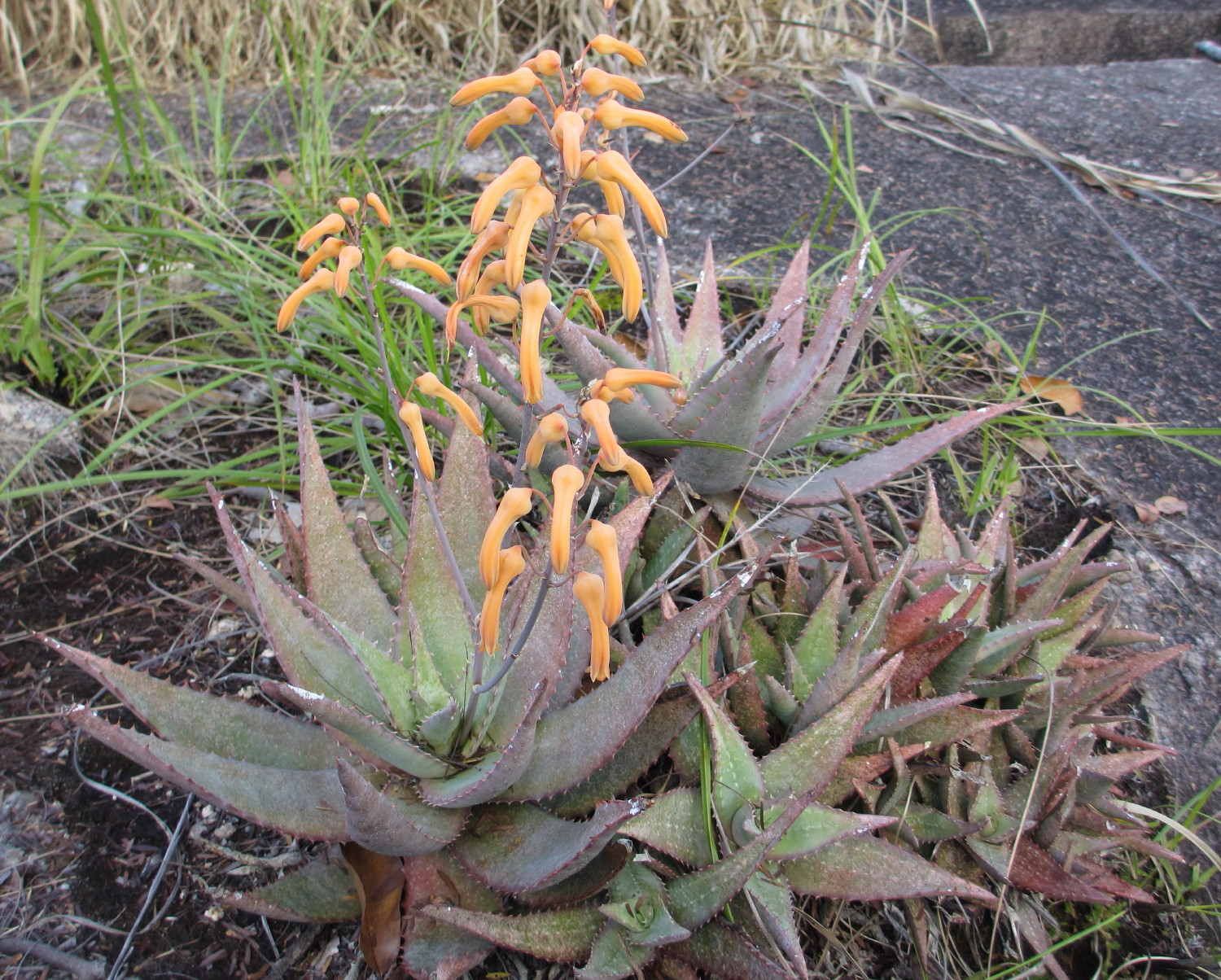
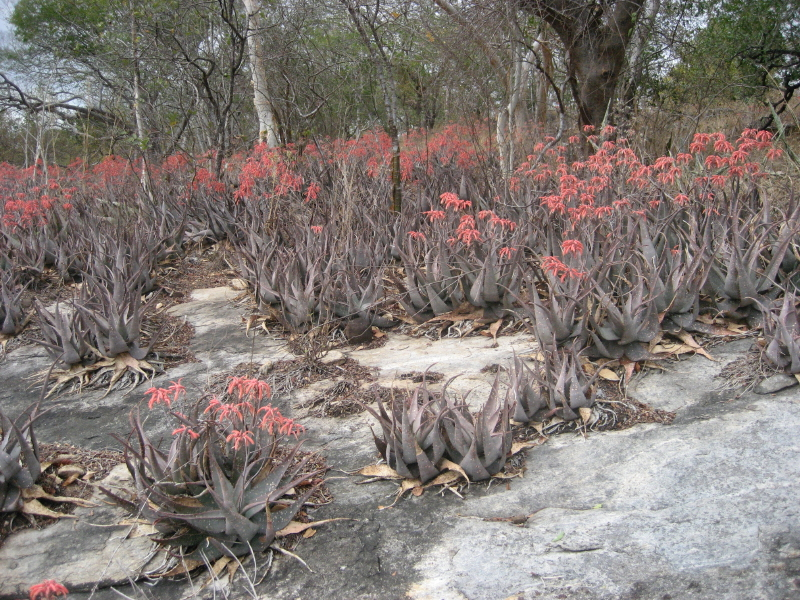
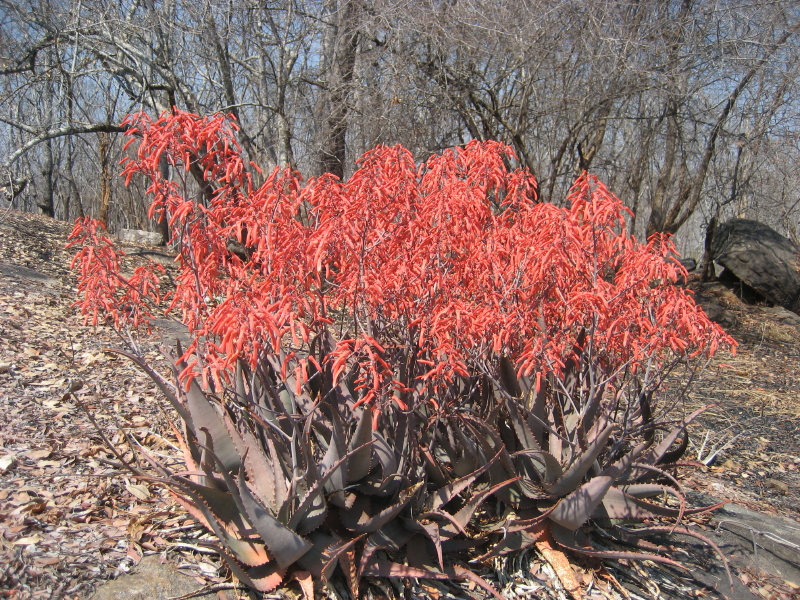
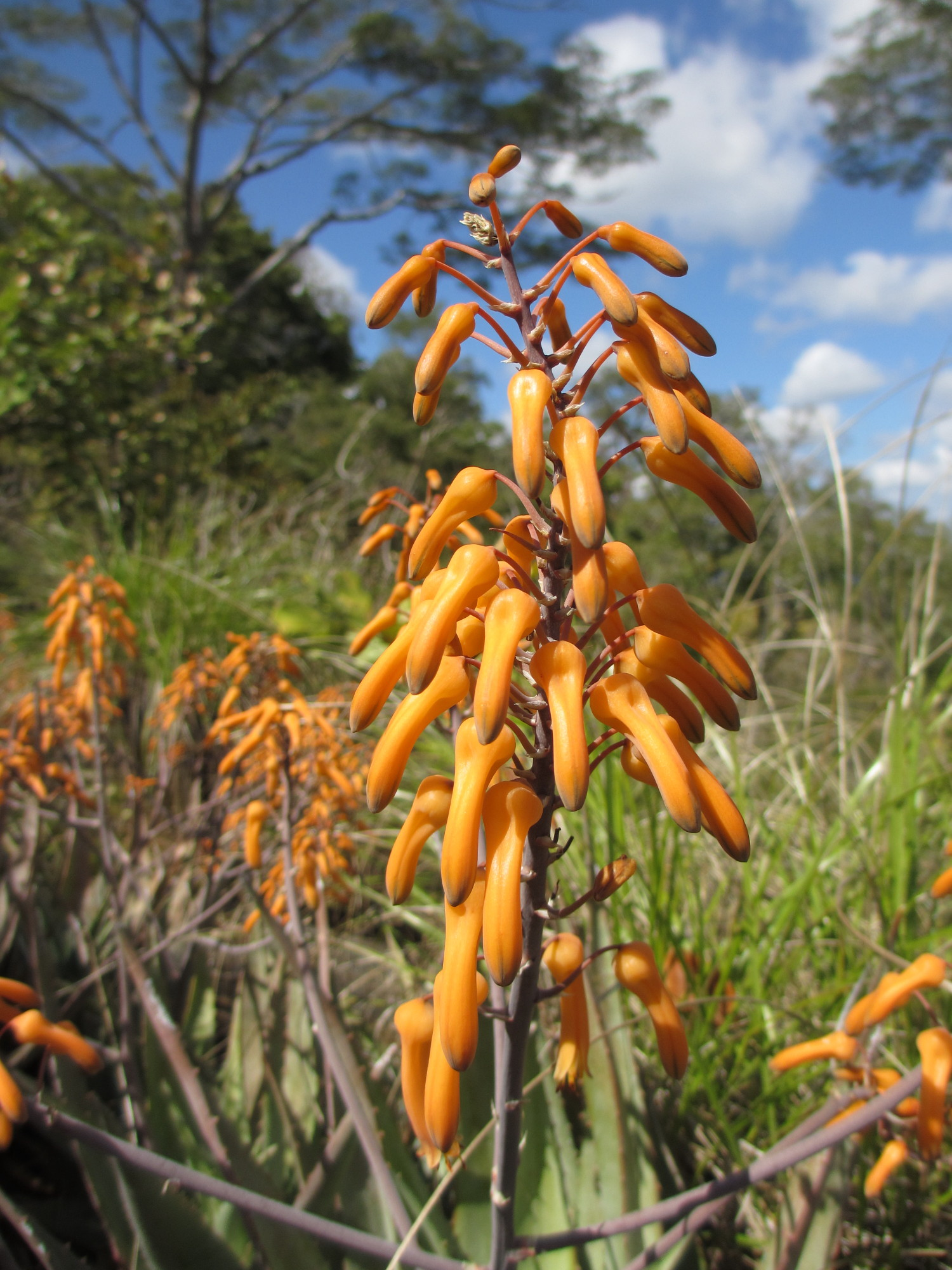
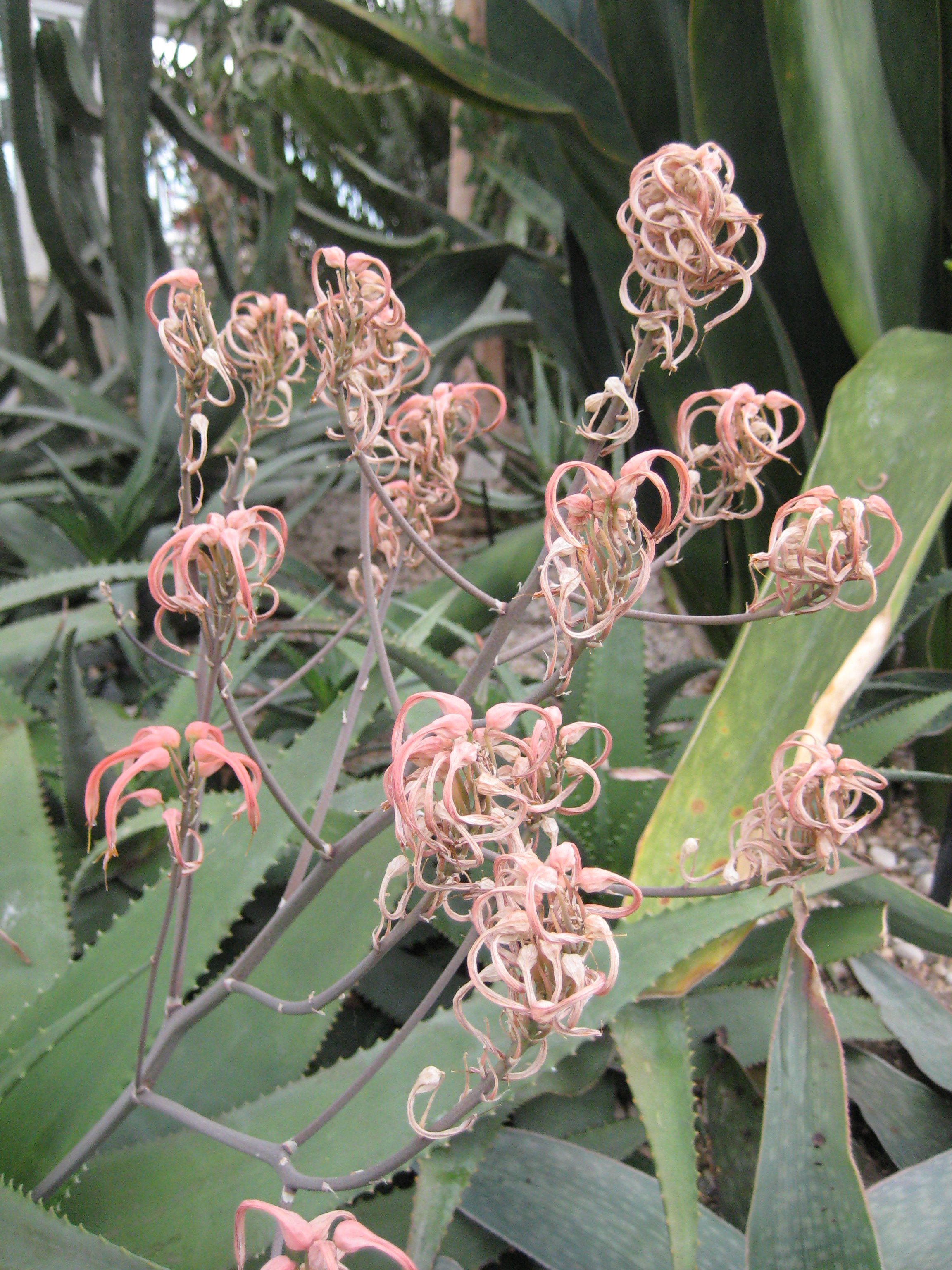
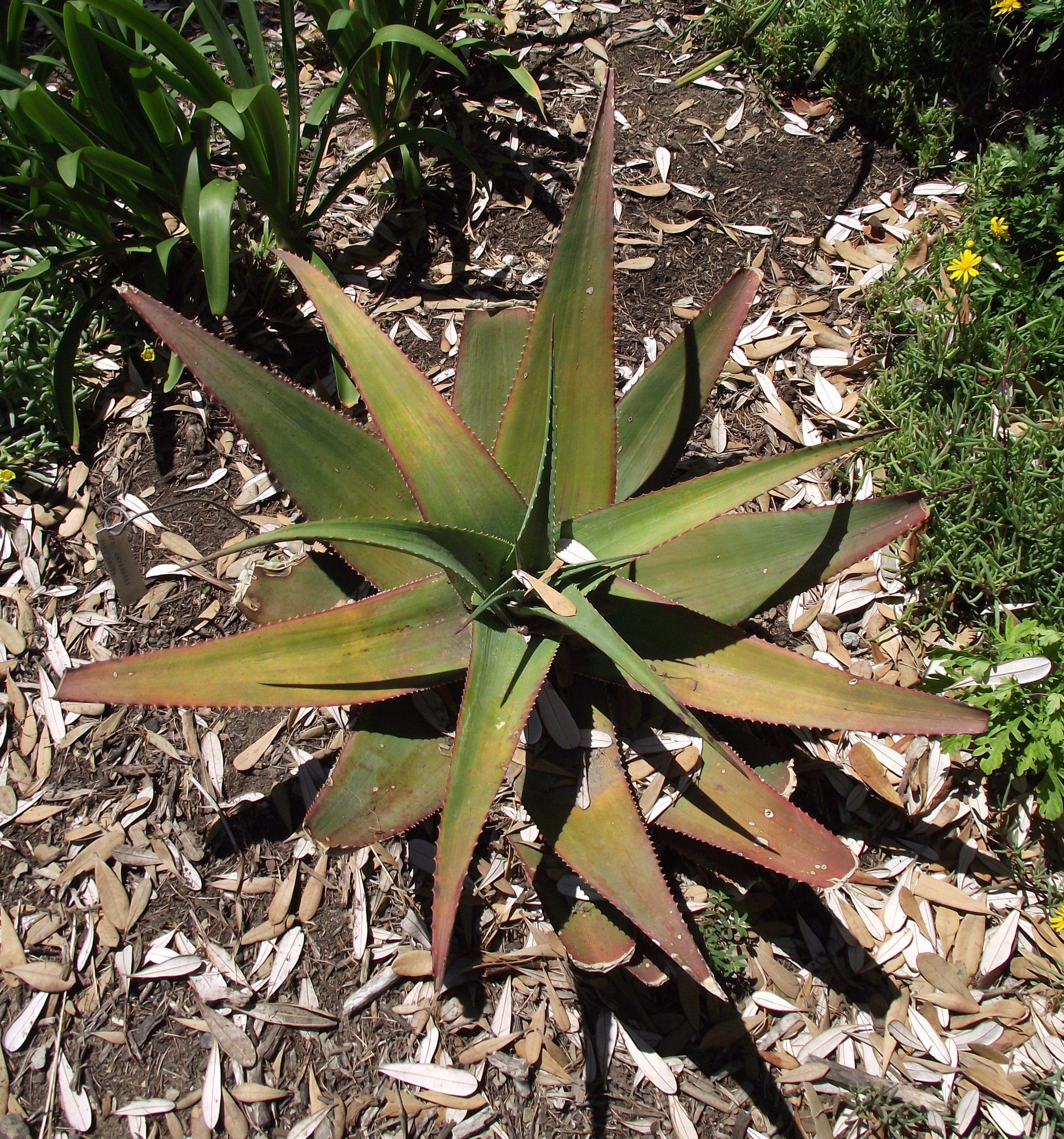